# Xestaspis parumpunctata
Xestaspis parumpunctata là một loài nhện trong họ Oonopidae.
Loài này thuộc chi Xestaspis. Xestaspis parumpunctata được Eugène Simon miêu tả năm 1893.